# Aegopogon cenchroides
Aegopogon cenchroides es una especie de planta herbácea de la familia de las poáceas, es originaria del sudoeste  de Estados Unidos, hasta Venezuela.  

## Descripción
Son planta herbáceas perennes. Tiene tallos de 3-30 cm de altura, ramificados desde los nudos inferiores. Vainas glabras a puberulentas; lígula de 1.5-4.5 mm, entera; láminas de 2-10 cm x 1-2 mm, glabras, escábridas o puberulentas. Inflorescencia de 2-9 cm. Espiguilla fértil 3.7-5.5 mm excluyendo la arista central; glumas 3-5 mm, angostamente oblongas, glabras, los lobos agudos, la arista 1.1-3.8 mm; lema 1.5-2.5 mm, glabra, membranácea, lanceolada, las aristas laterales 1.5-2.5 mm, la arista central 3.5-8.5 mm; pálea 2.5-5.2 mm, las aristas hasta 1 mm; anteras 0.5-2 mm, amarillas. Tiene un número de cromosomas de 2n=40, 60, 80.

## Distribución y hábitat
Se encuentra en bordes de caminos, pendientes abiertas, a una altitud de 1000-3400 metros en México, Mesoamérica, Colombia, Venezuela, Ecuador, Perú, Bolivia y Brasil.

## Taxonomía
Aegopogon cenchroides fue descrita por Humb. & Bonpl. ex Willd. y publicado en Species Plantarum. Editio quarta 4(2): 899. 1806.
Etimología
Aegopogon: nombre genérico que deriva de las palabras griegas: " aix (cabra) y pogon (barba), refiriéndose a los fascículos de aristas.
cenchroides: epíteto latíno que significa "parecido a Cenchrus" .
Sinonimia
- Aegopogon breviglumis (Scribn.) Nash
- Aegopogon geminiflorus Kunth
- Aegopogon geminiflorus var. breviglumis Scribn.
- Aegopogon gracilis Cav. ex Roem. & Schult.
- Aegopogon guatemalensis Gand.
- Aegopogon multisetus Steud.
- Aegopogon pusillus Spreng.
- Aegopogon quinquesetus Roem. & Schult.
- Aegopogon setifer Nees
- Aegopogon submuticus Rupr. ex Trin.
- Aegopogon trisetus Roem. & Schult.
- Atherophora secunda Willd. ex Steud.
- Chloris pedicellata Steud. ex E.Fourn.
- Cynosurus gracilis Cav. ex Roem. & Schult.
- Hymenothecium quinquesetum Lag.
- Hymenothecium trisetum Lag.[3][4]